# Autopista A1 (Luxemburgo)

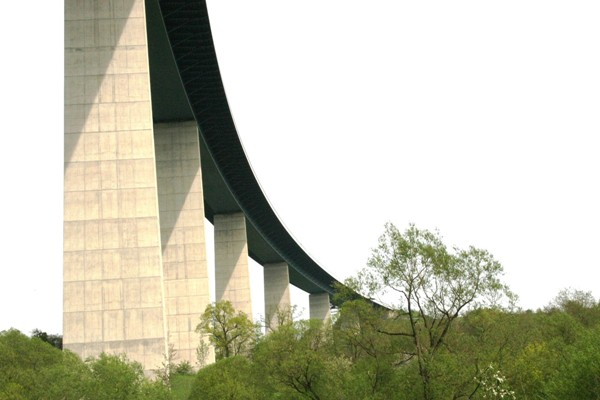
Viaducto del valle del Sauer

La A1 o autopista A1, conocida también como la Autopista de Tréveris (en francés: Autoroute de Trèves) es una autopista de Luxemburgo. Tiene 36,203 kilómetros de longitud y conecta la ciudad de Luxemburgo, al sur, con Wasserbillig, al este. En Wasserbillig, llega a la frontera con Alemania, donde se encuentra con la A64, que conduce a Tréveris.

## Descripción
En principio fue una conexión desde la Ciudad de Luxemburgo al aeropuerto internacional de Luxemburgo y a Senningerberg, en 1969. La A1 se amplió en tres etapas de 1988 a 1992 para conectarla con la frontera alemana. De 1994 a 1996, se abrieron otras dos secciones, sin pasar por el sudeste de la ciudad de Luxemburgo y la conexión de la A1 en el Cruce de Gasperich, donde enlaza con la A3 (hacia Dudelange) y la A6 (hacia Arlon, en Bélgica). 
En resumen, la A1 fue inaugurada en seis secciones separadas: 
- 1969: Kirchberg - Senningerberg
- 6 de septiembre de 1988: Potaschbierg - Wasserbillig
- 11 de julio de 1990: Munsbach - Potaschbierg
- 26 de junio de 1992: Senningerberg - Munsbach
- 20 de mayo de 1994: Cruce de Gasperich - Irrgarten
- 23 de septiembre de 1996: Irrgarten - Kirchberg.[1]

## Ruta
| Cruces y estructuras |                                          |   |
|                      | Cruce de Gasperich                       | / |
|                      | Túnel de Howald                          |   |
|                      | Puente Victor Bodson                     |   |
| (J7)                 | Hamm / Sandweiler                        |   |
|                      | Túnel de Cents                           |   |
|                      | Viaducto de Neudorf                      |   |
| / (J8)               | Kirchberg / Cruce de Grunewald           |   |
| (J9)                 | Senningerberg / Aeropuerto de Luxemburgo |   |
| (J10)                | Centro de carga                          |   |
| (J11)                | Munsbach                                 |   |
| (J12)                | Flaxweiler                               |   |
| (J13)                | Potaschbierg                             |   |
| (J14)                | Mertert                                  |   |
|                      | Viaducto sobre el Sauer                  |   |
| (J15)                | Wasserbillig                             |   |
| /                    | Wasserbillig servicios                   |   |
| Bandera de Alemania  | Frontera con Alemania                    |   |